# Petr Koubský
Petr Koubský (* 6. března 1961 Havlíčkův Brod) je český publicista, analytik informačních a komunikačních médií a pedagog. Od roku 2018 působí v Deníku N jako redaktor pro vědu a technologie, také glosuje na Českém rozhlasu Plus.

## Život
V letech 1979–1983 vystudoval průmyslovou automatizaci na Vysoké škole chemicko-technologické v Praze, kde v letech 1984–1987 získal titul kandidáta věd v oboru kybernetika a počítačová věda. V letech 1988–1989 pracoval jako systémový programátor v Československé akademii věd. V letech 1990–1999 působil jako šéfredaktor měsíčníku Softwarové noviny, které spoluzakládal; poté na stejné pozici pokračoval do roku 2007 v newsletteru Inside. V letech 2010–2011 byl programovým ředitelem společnosti Internet Info.
Od roku 2001 vyučuje na Vysoké škole ekonomické v Praze, od roku 2008 podniká jako analytik IT trhů. V roce 2012 založil vzdělávací akademii iCollege. Od roku 2013 editoval a působil jako spoluvydavatel internetového čtrnáctideníku 067, své články ale publikoval i v dalších médiích jako Hospodářské noviny nebo Lupa.cz. V roce 2018 přešel do nově vzniklého Deníku N. Bývá častým hostem tematického pořadu Online Plus Českého rozhlasu Plus.

## Ocenění
V roce 2013 zvítězil v anketě Křišťálová lupa v kategorii Osobnost roku. V roce 2020 mu byla zejména za informování o pandemii covidu-19 v Deníku N udělena Cena Ferdinanda Peroutky. V roce 2022 mu Medaili za zásluhy o rozvoj vědy udělila Učená společnost České republiky, čímž ocenila „jeho široký rozhled a schopnost srozumitelně představovat veřejnosti i obtížná témata, včetně informování o pandemii covidu-19“.